# Museu Munch
El Munchmuseet o Museu Munch és un museu d'art situat a Oslo, Noruega, que conté representacions d'obres d'Edvard Munch, deixades en el seu testament a la ciutat d'Oslo el 1940. El museu va obrir les portes al públic el 1963, cent anys després del naixement del pintor.

## Edifici

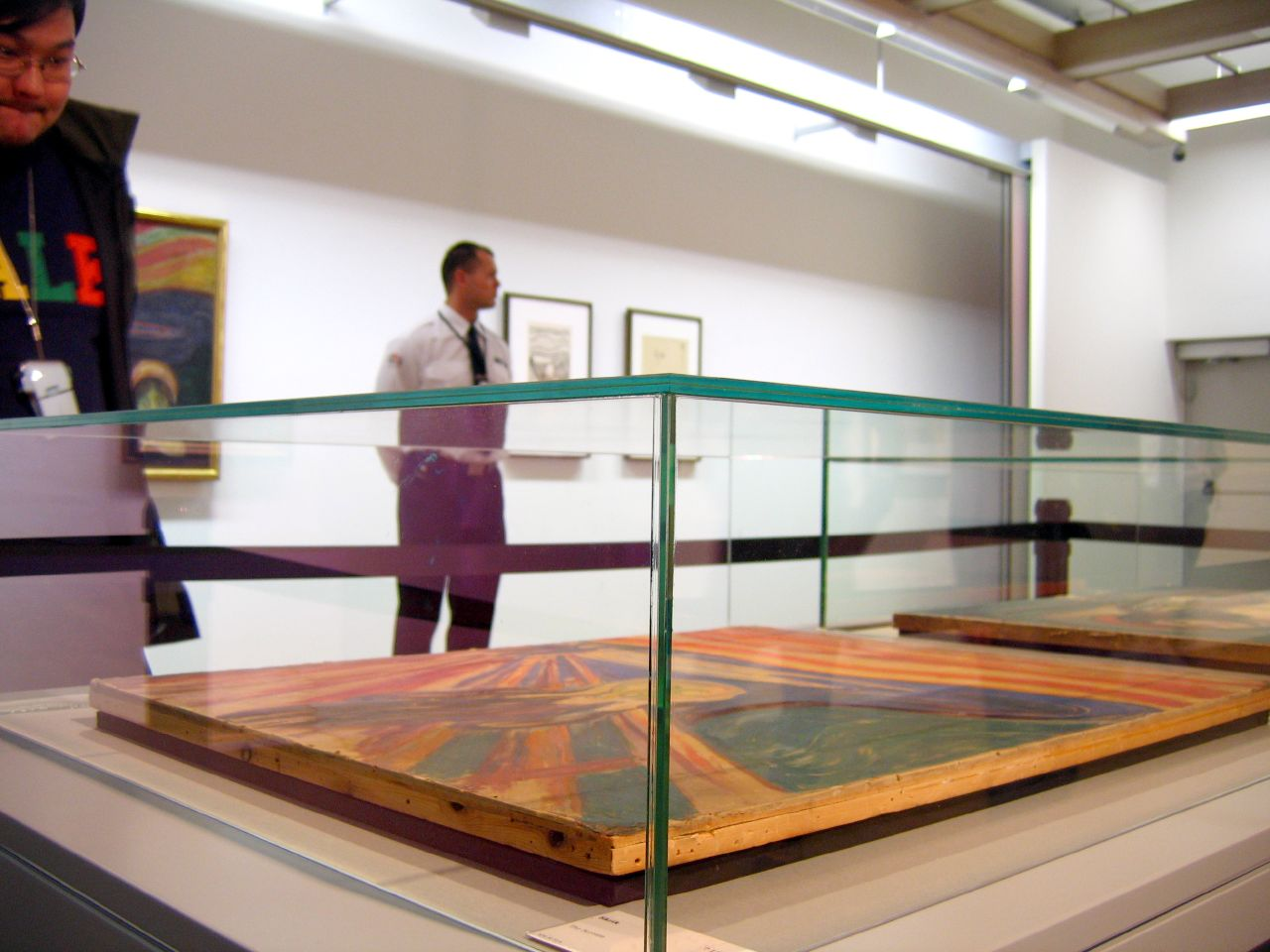
Mesures de seguretat al voltant d'El crit

L'edifici està enclavat a Tøyengata, un barri oriental d'Oslo, i va ser concebut pels arquitectes Gunnar Fougner i Einar Myklebust. Aquest últim va ser també l'arquitecte responsable de la remodelació i rehabilitació de l'edifici duta a terme el 1994, cinquanta anys després de la mort de Munch.
Inicialment, el museu va ser finançat amb els beneficis obtinguts amb la recaptació dels cinemes municipals d'Oslo. Més recentment, va ser finançat per l'empresa japonesa Idemitsu Kosan co. Ltd. El 2005, el museu va ser parcialment reconstruït, per augmentar la seguretat, a causa de la seqüència de robatoris d'El crit i de Madonna, el 2004.
Actualment, el museu comprèn un espai per a exposicions, fotografies i conservació de pintures, escriptoris, una biblioteca i sales d'estar. També compta amb un saló utilitzat per a exposicions, concerts, peces de teatre i projecció de pel·lícules, una botiga de records i una cafeteria.

## El testament
El testament d'Edvard Munch va donar a Oslo prop de 1100 pintures, 15.500 dibuixos amb 700 motius, 4700 esbossos i 6000 escultures. La donació va incloure 2.240 llibres, blocs de notes, documents, fotografies i instruments de treball, així com gran quantitat d'obres pictòriques d'altres autors.
Recentment la ciutat d'Oslo ha promogut un concurs per a una nova seu del Museu Munch a l'àrea de Bjørvika, una zona en constant desenvolupament, on s'ubica l'Òpera d'Oslo, guanyadora del Premi d'Arquitectura Contemporània Mies van der Rohe. El projecte es finalitzarà el 2013, de mans de l'estudi espanyol Herreros Arquitectos.